# Хасын (река)
Хасы́н — река в Хасынском и Ольском районах Магаданской области России, левый приток реки Армани.
Своё название река получила от эвенского слова «Хэсэн», что означает стадо (по другой версии — углистый сланец). Хасын течёт в меридиональном направлении от Охотско-Колымского водораздела к Охотскому морю, длина — 115 км, площадь её водосбора — 3090 км². Замерзает в конце октября, вскрывается в мае. Питание снеговое и дождевое, большое количество порогов. Река несудоходна на всем протяжении, имеются туристические маршруты (сплав на резиновых лодках), богата рыбой, главным образом, различных видов лососёвых — пресноводных и проходных (заходят на нерест).
По данным наблюдений с 1941 по 1988 год среднегодовой расход воды в 67 км от устья составляет 8,77 м³/с, максимальный расход приходится на июнь, минимальный — на март.

## Основные притоки
- Уптар — левый
- Чалбыга — правый
- Кадыкчан (Красавица) — левый
- Нелкандя (Нелканджа) — правый
- Палатка — левый

## Населённые пункты
- Карамкен
- Палатка
- Хасын
- Стекольный
- Сплавная

## Природные объекты
- Памятник природы Хасынский (ботанический)
- Памятник природы Базальтовый (геологический)
- Памятник природы Песчаный (геологический)

## Основные месторождения полезных ископаемых
- Карамкенское месторождение — золото-серебряное
- Хасынское угольное месторождение (каменный уголь)
- Хасынское месторождение вулканического пепла

## Река Хасын
- Мост у посёлка Хасын